# IBU-Sommercup 2010
Der IBU-Sommercup 2010 wurde zwischen Juli und September 2010 auf fünf Stationen in fünf Ländern ausgetragen. Zunächst wurden zwei Wettkämpfe im Sprint und der Verfolgung im Crosslauf-Sommerbiathlon ausgetragen, später drei Wettkämpfe im Rollski-Biathlon. Es wurden sowohl Wettkämpfe für Männer als auch für Frauen durchgeführt.

## Cross Frauen
| 1. IBU-Sommercup in Cēsis, 9. Juli 2010 – 11. Juli 2010 | 1. IBU-Sommercup in Cēsis, 9. Juli 2010 – 11. Juli 2010 | 1. IBU-Sommercup in Cēsis, 9. Juli 2010 – 11. Juli 2010 | 1. IBU-Sommercup in Cēsis, 9. Juli 2010 – 11. Juli 2010 | 1. IBU-Sommercup in Cēsis, 9. Juli 2010 – 11. Juli 2010 |
| ------------------------------------------------------- | ------------------------------------------------------- | ------------------------------------------------------- | ------------------------------------------------------- | ------------------------------------------------------- |
| Datum                                                   | Disziplin                                               | Erster Platz                                            | Zweiter Platz                                           | Dritter Platz                                           |
| 10. Juli 2010 (Sa.)                                     | 3-km-Sprint                                             | Eveli Saue                                              | Gerda Krūmiņa                                           | Madara Līduma                                           |
| 11. Juli 2010 (So.)                                     | 5-km-Verfolgung                                         | Gerda Krūmiņa                                           | Vladimíra Točeková                                      | Natalija Kočergina                                      |

| 2. IBU-Sommercup in Predajná, 6. August 2010 – 8. August 2010 | 2. IBU-Sommercup in Predajná, 6. August 2010 – 8. August 2010 | 2. IBU-Sommercup in Predajná, 6. August 2010 – 8. August 2010 | 2. IBU-Sommercup in Predajná, 6. August 2010 – 8. August 2010 | 2. IBU-Sommercup in Predajná, 6. August 2010 – 8. August 2010 |
| ------------------------------------------------------------- | ------------------------------------------------------------- | ------------------------------------------------------------- | ------------------------------------------------------------- | ------------------------------------------------------------- |
| Datum                                                         | Disziplin                                                     | Erster Platz                                                  | Zweiter Platz                                                 | Dritter Platz                                                 |
| 7. August 2010 (Sa.)                                          | 3-km-Sprint                                                   | Pavla Schorná                                                 | Tanja Karišik                                                 | Dilafruz Imomhusanova                                         |
| 8. August 2010 (So.)                                          | 5-km-Verfolgung                                               | Pavla Schorná                                                 | Dilafruz Imomhusanova                                         | Tanja Karišik                                                 |

## Rollski Frauen
| 1. IBU-Sommercup in Östersund, 22. August 2010 – 23. August 2010 | 1. IBU-Sommercup in Östersund, 22. August 2010 – 23. August 2010 | 1. IBU-Sommercup in Östersund, 22. August 2010 – 23. August 2010 | 1. IBU-Sommercup in Östersund, 22. August 2010 – 23. August 2010 | 1. IBU-Sommercup in Östersund, 22. August 2010 – 23. August 2010 |
| ---------------------------------------------------------------- | ---------------------------------------------------------------- | ---------------------------------------------------------------- | ---------------------------------------------------------------- | ---------------------------------------------------------------- |
| Datum                                                            | Disziplin                                                        | Erster Platz                                                     | Zweiter Platz                                                    | Dritter Platz                                                    |
| 22. August 2010 (Sa.)                                            | Sprint                                                           | Helena Ekholm                                                    | Elisabeth Högberg                                                | Anna Carin Olofsson-Zidek                                        |
| 23. August 2010 (So.)                                            | Verfolgung                                                       | Elisabeth Högberg                                                | Helena Ekholm                                                    | Anna Carin Olofsson-Zidek                                        |

| 2. IBU-Sommercup in Nové Město, 27. August 2010 – 29. August 2010 | 2. IBU-Sommercup in Nové Město, 27. August 2010 – 29. August 2010 | 2. IBU-Sommercup in Nové Město, 27. August 2010 – 29. August 2010 | 2. IBU-Sommercup in Nové Město, 27. August 2010 – 29. August 2010 | 2. IBU-Sommercup in Nové Město, 27. August 2010 – 29. August 2010 |
| ----------------------------------------------------------------- | ----------------------------------------------------------------- | ----------------------------------------------------------------- | ----------------------------------------------------------------- | ----------------------------------------------------------------- |
| Datum                                                             | Disziplin                                                         | Erster Platz                                                      | Zweiter Platz                                                     | Dritter Platz                                                     |
| 28. August 2010 (Sa.)                                             | Sprint                                                            | Agnieszka Cyl                                                     | Tina Bachmann                                                     | Gabriela Soukalová                                                |
| 29. August 2010 (So.)                                             | Verfolgung                                                        | Tina Bachmann                                                     | Anne Preußler                                                     | Agnieszka Cyl                                                     |

| 3. IBU-Sommercup in Predeal, 29. September 2010 – 1. Oktober 2010 | 3. IBU-Sommercup in Predeal, 29. September 2010 – 1. Oktober 2010 | 3. IBU-Sommercup in Predeal, 29. September 2010 – 1. Oktober 2010 | 3. IBU-Sommercup in Predeal, 29. September 2010 – 1. Oktober 2010 | 3. IBU-Sommercup in Predeal, 29. September 2010 – 1. Oktober 2010 |
| ----------------------------------------------------------------- | ----------------------------------------------------------------- | ----------------------------------------------------------------- | ----------------------------------------------------------------- | ----------------------------------------------------------------- |
| Datum                                                             | Disziplin                                                         | Erster Platz                                                      | Zweiter Platz                                                     | Dritter Platz                                                     |
| 30. September 2010 (Do.)                                          | Sprint                                                            | Dana Plotogea                                                     | Luminița Pișcoran                                                 | Mihaela Purdea                                                    |
| 1. Oktober 2010 (Fr.)                                             | Verfolgung                                                        | Mihaela Purdea                                                    | Luminița Pișcoran                                                 | Dana Plotogea                                                     |

## Cross Männer
| 1. IBU-Sommercup in Cēsis, 9. Juli 2010 – 11. Juli 2010 | 1. IBU-Sommercup in Cēsis, 9. Juli 2010 – 11. Juli 2010 | 1. IBU-Sommercup in Cēsis, 9. Juli 2010 – 11. Juli 2010 | 1. IBU-Sommercup in Cēsis, 9. Juli 2010 – 11. Juli 2010 | 1. IBU-Sommercup in Cēsis, 9. Juli 2010 – 11. Juli 2010 |
| ------------------------------------------------------- | ------------------------------------------------------- | ------------------------------------------------------- | ------------------------------------------------------- | ------------------------------------------------------- |
| Datum                                                   | Disziplin                                               | Erster Platz                                            | Zweiter Platz                                           | Dritter Platz                                           |
| 10. Juli 2010 (Sa.)                                     | 4-km-Sprint                                             | Ilmārs Bricis                                           | Peter Ridzoň                                            | Aleksandr Lavrinovič                                    |
| 11. Juli 2010 (So.)                                     | 6-km-Verfolgung                                         | Peter Ridzoň                                            | Aleksandr Lavrinovič                                    | Edgars Piksons                                          |

| 2. IBU-Sommercup in Predajná, 6. August 2010 – 8. August 2010 | 2. IBU-Sommercup in Predajná, 6. August 2010 – 8. August 2010 | 2. IBU-Sommercup in Predajná, 6. August 2010 – 8. August 2010 | 2. IBU-Sommercup in Predajná, 6. August 2010 – 8. August 2010 | 2. IBU-Sommercup in Predajná, 6. August 2010 – 8. August 2010 |
| ------------------------------------------------------------- | ------------------------------------------------------------- | ------------------------------------------------------------- | ------------------------------------------------------------- | ------------------------------------------------------------- |
| Datum                                                         | Disziplin                                                     | Erster Platz                                                  | Zweiter Platz                                                 | Dritter Platz                                                 |
| 7. August 2010 (Sa.)                                          | 4-km-Sprint                                                   | Miroslav Matiaško                                             | Murod Hodjibayev                                              | Anuzar Yunusov                                                |
| 8. August 2010 (So.)                                          | 6-km-Verfolgung                                               | Miroslav Matiaško                                             | Matej Kazár                                                   | Anuzar Yunusov                                                |

## Rollski Männer
| 1. IBU-Sommercup in Östersund, 22. August 2010 – 23. August 2010 | 1. IBU-Sommercup in Östersund, 22. August 2010 – 23. August 2010 | 1. IBU-Sommercup in Östersund, 22. August 2010 – 23. August 2010 | 1. IBU-Sommercup in Östersund, 22. August 2010 – 23. August 2010 | 1. IBU-Sommercup in Östersund, 22. August 2010 – 23. August 2010 |
| ---------------------------------------------------------------- | ---------------------------------------------------------------- | ---------------------------------------------------------------- | ---------------------------------------------------------------- | ---------------------------------------------------------------- |
| Datum                                                            | Disziplin                                                        | Erster Platz                                                     | Zweiter Platz                                                    | Dritter Platz                                                    |
| 22. August 2010 (Sa.)                                            | Sprint                                                           | Fredrik Lindström                                                | Björn Ferry                                                      | Magnus Jonsson                                                   |
| 23. August 2010 (So.)                                            | Verfolgung                                                       | Björn Ferry                                                      | Fredrik Lindström                                                | Magnus Jonsson                                                   |

| 2. IBU-Sommercup in Nové Město, 27. August 2010 – 29. August 2010 | 2. IBU-Sommercup in Nové Město, 27. August 2010 – 29. August 2010 | 2. IBU-Sommercup in Nové Město, 27. August 2010 – 29. August 2010 | 2. IBU-Sommercup in Nové Město, 27. August 2010 – 29. August 2010 | 2. IBU-Sommercup in Nové Město, 27. August 2010 – 29. August 2010 |
| ----------------------------------------------------------------- | ----------------------------------------------------------------- | ----------------------------------------------------------------- | ----------------------------------------------------------------- | ----------------------------------------------------------------- |
| Datum                                                             | Disziplin                                                         | Erster Platz                                                      | Zweiter Platz                                                     | Dritter Platz                                                     |
| 28. August 2010 (Sa.)                                             | Sprint                                                            | Michal Šlesingr                                                   | Lukas Kristejn                                                    | Ondřej Moravec                                                    |
| 29. August 2010 (So.)                                             | Verfolgung                                                        | Friedrich Pinter                                                  | Michal Šlesingr                                                   | Lukas Kristejn                                                    |

| 3. IBU-Sommercup in Predeal, 29. September 2010 – 1. Oktober 2010 | 3. IBU-Sommercup in Predeal, 29. September 2010 – 1. Oktober 2010 | 3. IBU-Sommercup in Predeal, 29. September 2010 – 1. Oktober 2010 | 3. IBU-Sommercup in Predeal, 29. September 2010 – 1. Oktober 2010 | 3. IBU-Sommercup in Predeal, 29. September 2010 – 1. Oktober 2010 |
| ----------------------------------------------------------------- | ----------------------------------------------------------------- | ----------------------------------------------------------------- | ----------------------------------------------------------------- | ----------------------------------------------------------------- |
| Datum                                                             | Disziplin                                                         | Erster Platz                                                      | Zweiter Platz                                                     | Dritter Platz                                                     |
| 30. September 2010 (Do.)                                          | Sprint                                                            | Roland Gerbacea                                                   | Athanasios Tsakiris                                               | Răzvan Gârniță                                                    |
| 1. Oktober 2010 (Fr.)                                             | Verfolgung                                                        | Roland Gerbacea                                                   | Athanasios Tsakiris                                               | Răzvan Gârniță                                                    |